# 발렌티나 (텔레노벨라)
《발렌티나》(스페인어: Valentina)은 1993년 방영된 멕시코의 텔레노벨라이다.